# Kap Deschnjow
Das Kap Deschnjow (alternative Schreibweise Kap Deschnjew oder Kap Deschnew, russisch Мыс Дежнёва Mys Deschnjowa, nach dem russischen Seefahrer und Pelztierjäger Semjon Deschnjow, der es 1648 als erster Europäer zusammen mit Fedot Popow und Gerassim Ankudinow umschiffte) ist der östlichste Punkt des russischen und damit auch des asiatischen Festlands (die zu Russland gehörende Ratmanow-Insel liegt noch weiter östlich).

## Geografie
Es befindet sich auf der Tschuktschen-Halbinsel an der Beringstraße, welche Tschuktschensee (Nordpolarmeer) und Beringmeer (Nord-Pazifik) verbindet. Dem russischen Kap Deschnjow liegt im Osten das US-amerikanische Kap Prince of Wales in einer Entfernung von 82 km gegenüber. Dazwischen liegen die Diomedes-Inseln. Durch die Beringstraße, die Ostsibirien von Alaska, somit Russland von den USA und damit Asien von Amerika trennt, verläuft in Nord-Süd-Richtung die globale Datumsgrenze.
Die Entfernung zum Kap Baba in Anatolien (Türkei), dem an der Ägäisküste gelegenen westlichsten Punkt des asiatischen Festlands, beträgt 8.223 km. Die größte Ausdehnung hat das asiatische Festland mit 10.940 km dagegen zwischen Kap Tschaplin (Мыс Чаплина) und Ra's Bab al-Mandab im Jemen.

## Galerie

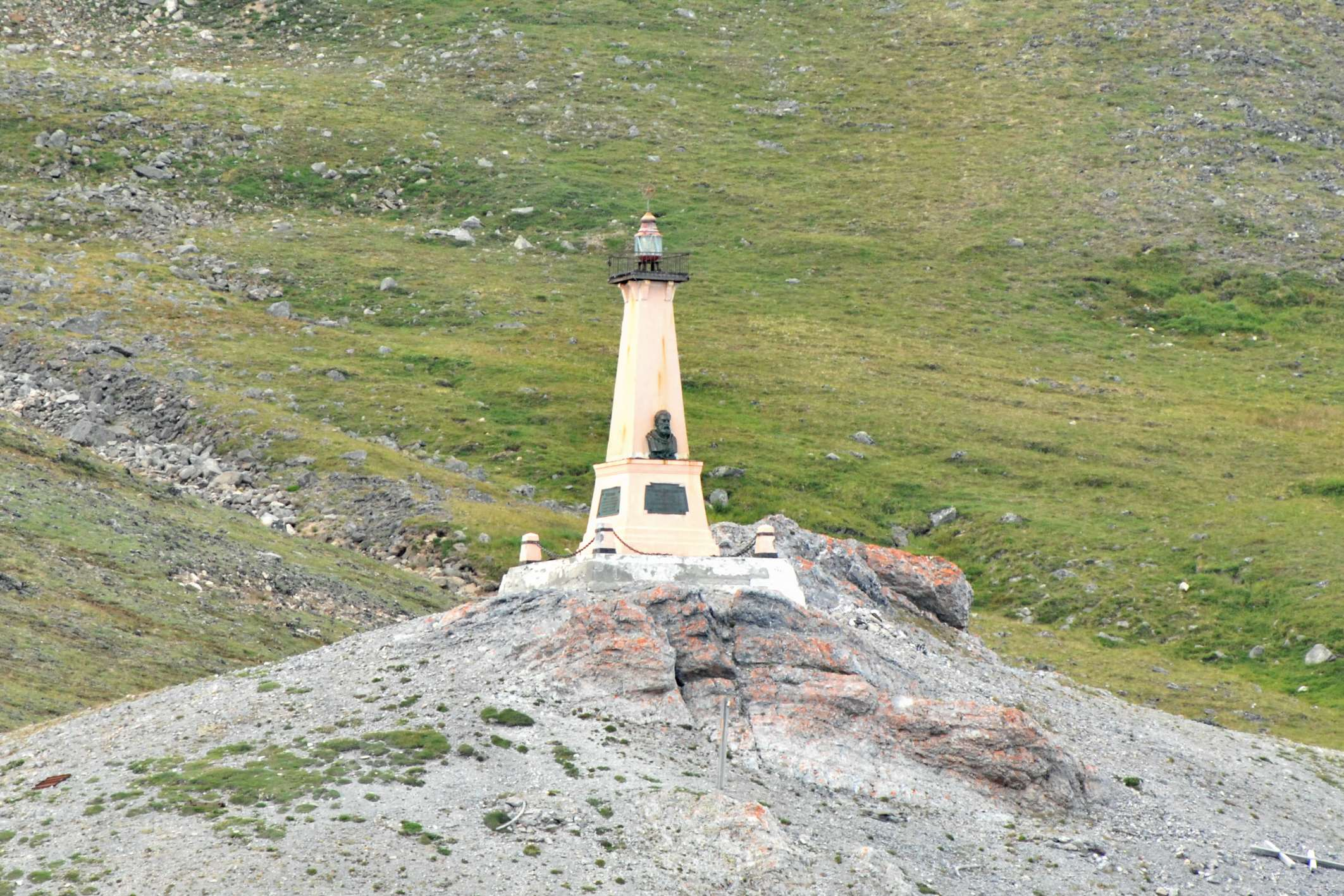
Kap Deschnjow: Leuchtturm mit Deschnjow-Denkmal (66°4′45″N, 169°39′7″W)
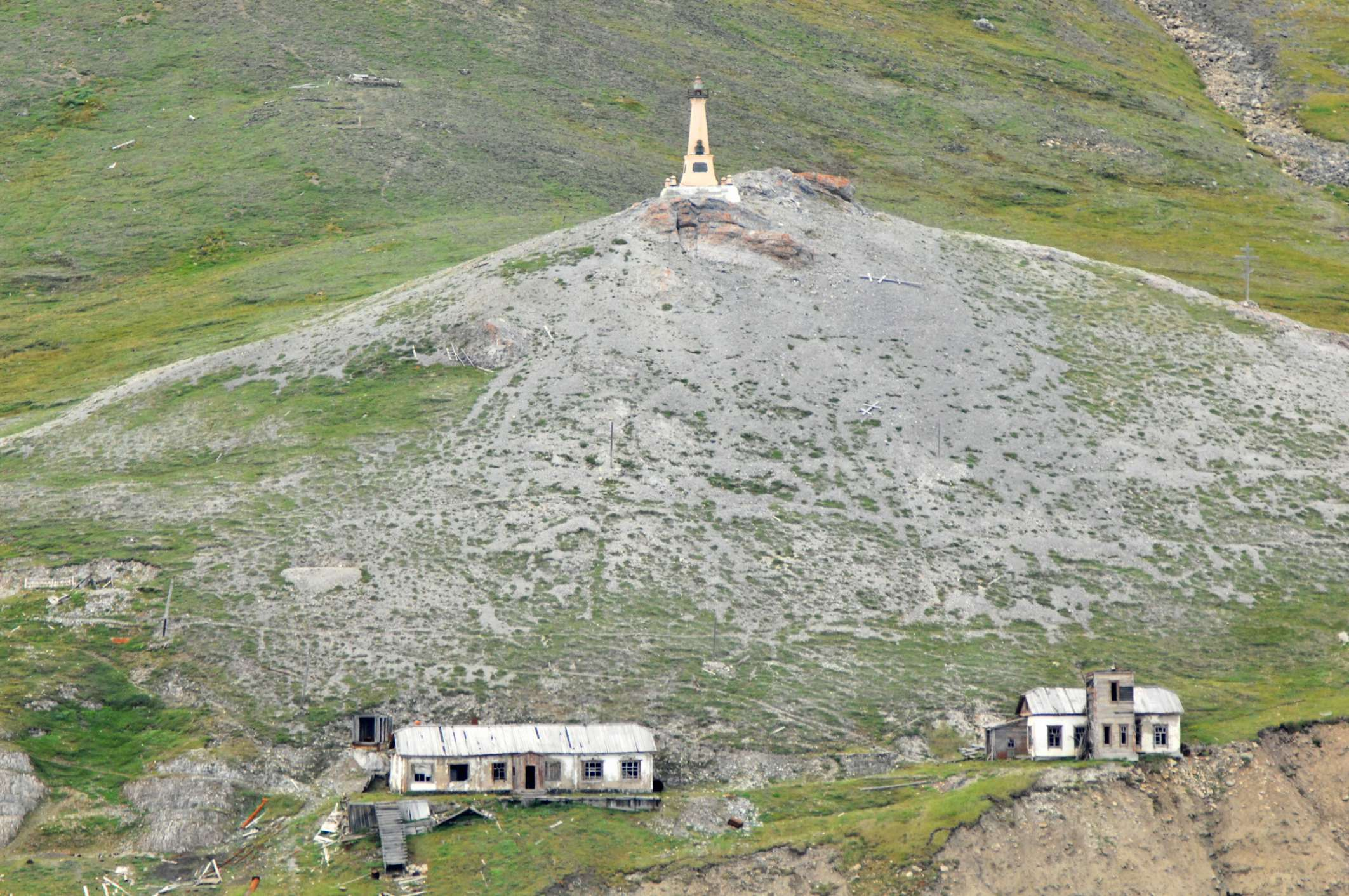
Kap Deschnjow mit Leuchtturm (Deschnjow-Monument) und aufgegebener Siedlung Naukan
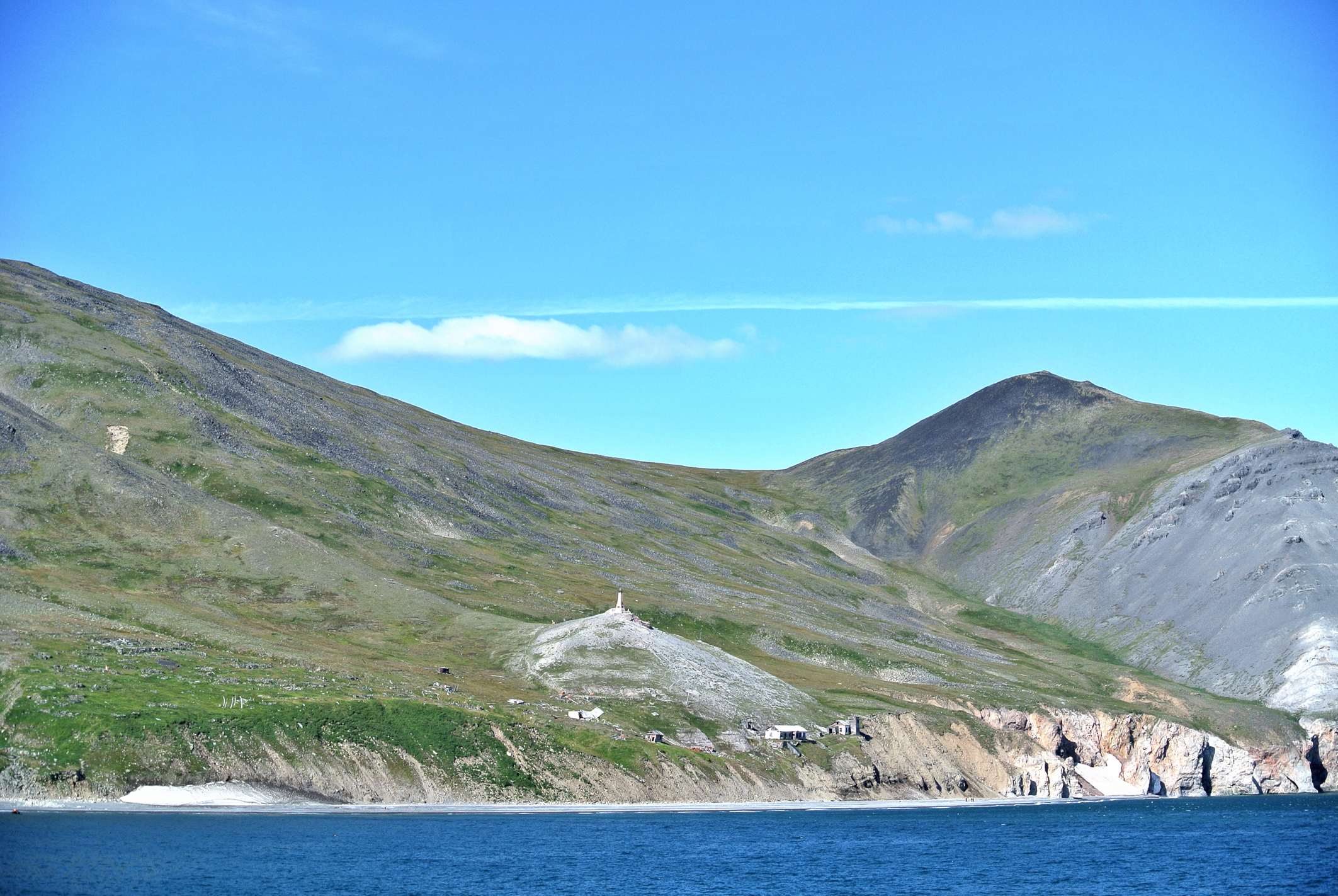
Kap Deschnjow
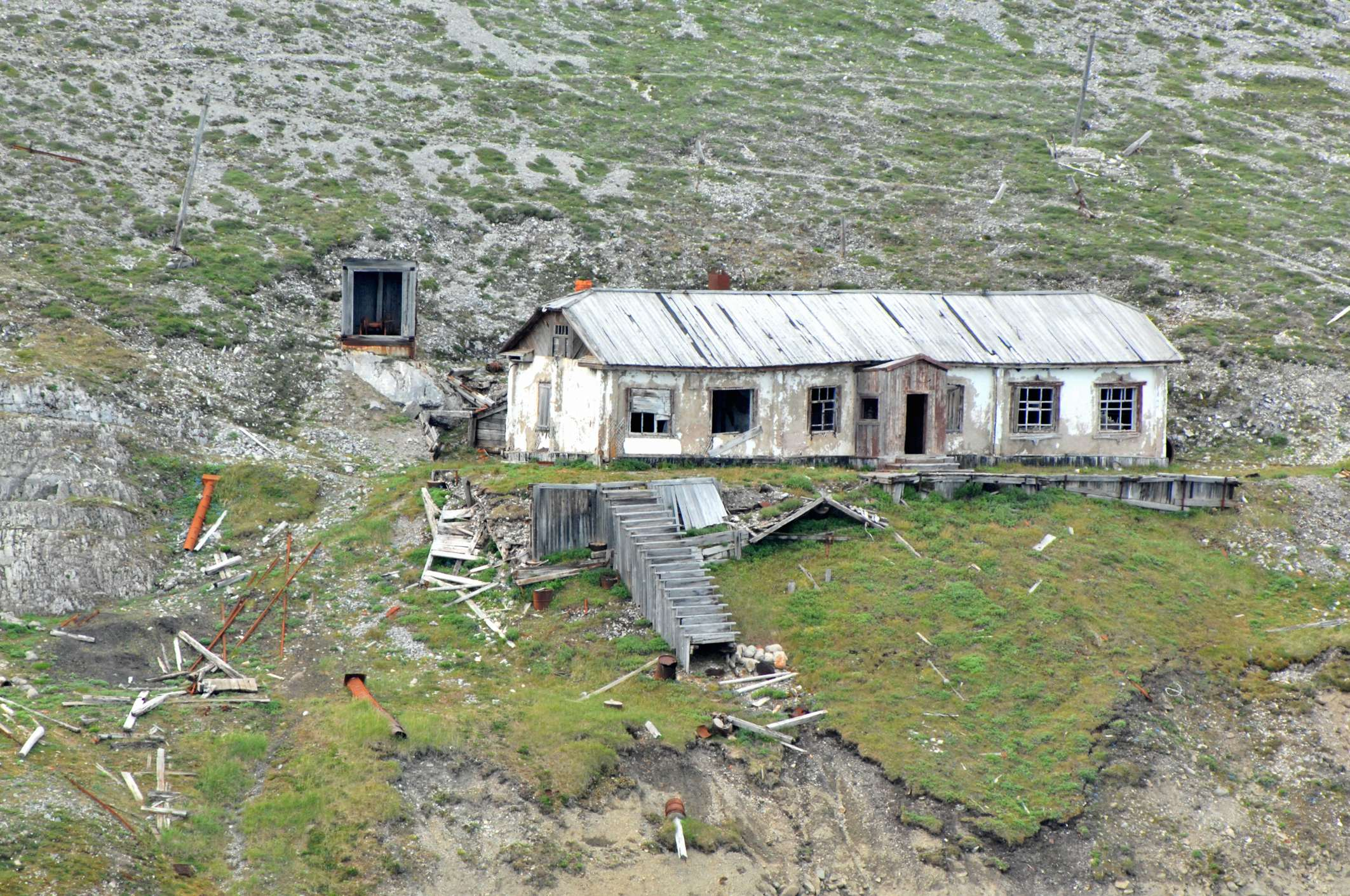
Kap Deschnjow: Relikt der aufgegebenen Siedlung Naukan
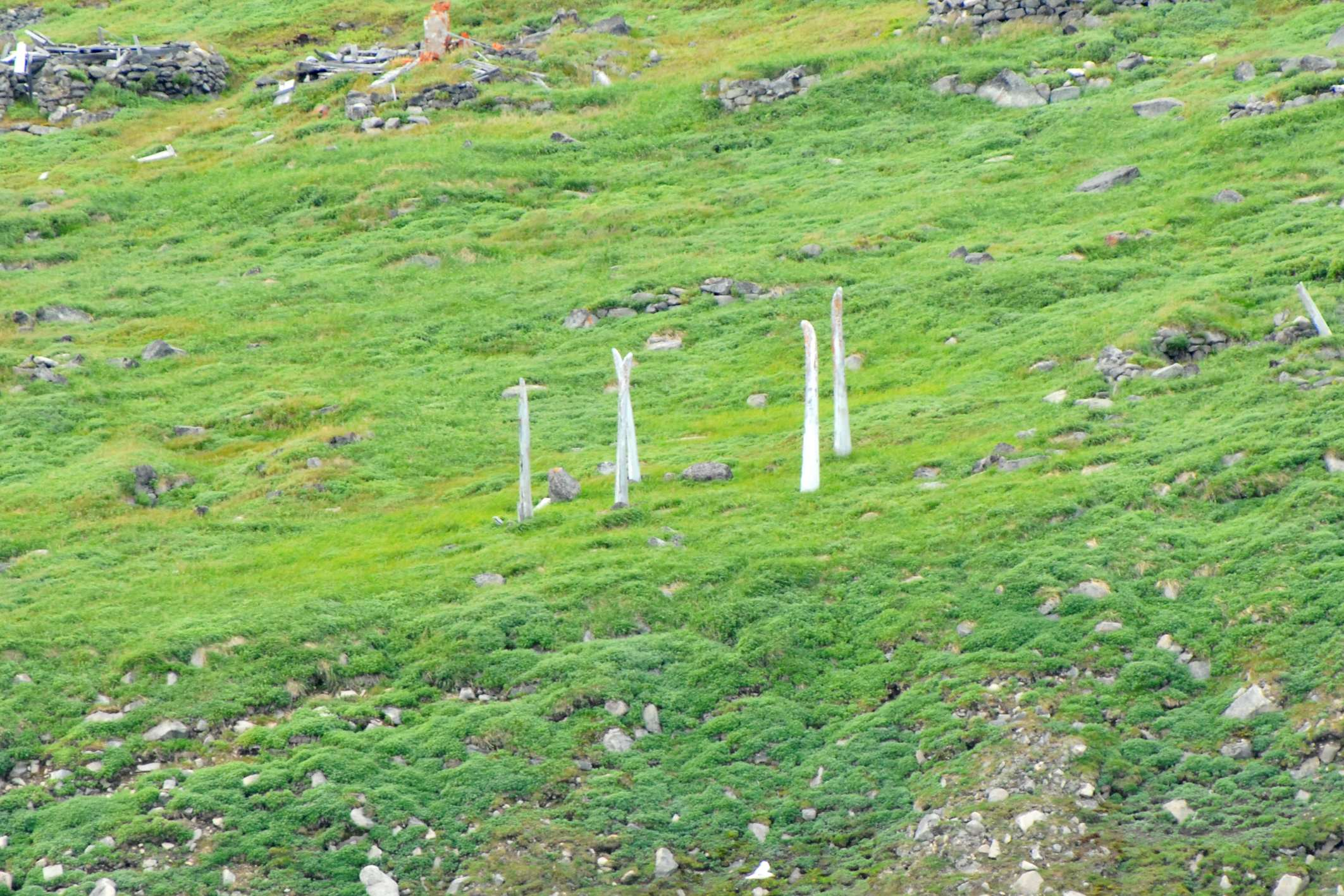
Aufgerichtete Walknochen nahe Naukan

## Sonstiges
Das Gebiet war im Roman So weit die Füße tragen Ausgangspunkt der Flucht des Clemens Forell.